# Filippo Giudice Caracciolo
Filippo Giudice Caracciolo CO (auch Filippo Del Giudice; * 27. März 1785 in Neapel; † 29. Januar 1844 ebenda) war ein römisch-katholischer Geistlicher, Erzbischof von Neapel und Kardinal.

## Leben
Er entstammte der adeligen neapolitanischen Familie der Caracciolo und war der jüngste Sohn von Francesco del Giudice-Caracciolo (1748–1821), Herzog von Gesso und Fürst von Cellamare, und Maria Vittoria Palma Artois (1763–1843), Herzogin von Sant’Elia. Sein Onkel war Kardinal Giovanni Costanzo Caracciolo. Getauft wurde Filippo Giudice Caracciolo am Tag nach seiner Geburt durch den Bischof von Nola Filippo Lopez y Roja. Seine erste Bildung erfuhr er durch Nicola Rossi, Professor der Rhetorik an der Königlichen Universität von Neapel. Im Alter von zehn Jahren erkrankte er so schwer, dass Lebensgefahr bestand. Seine Eltern, die den Heiligen Filippo Neri sehr verehrten, befahlen die Heilung ihres Sohnes diesem Heiligen an und ließen ihn ein Jahr lang den Habit der Oratorianer tragen. Als dieses Gelübde endete, entschloss Filippo Giudice Caracciolo sich, der Kongregation beizutreten. 1799 lernte er in Palermo bei dem Theatiner Giuseppe Re; später bei Silvestro Gorgone. 1802 wurde er in die Kongregation der Oratorianer in Neapel aufgenommen. Er studierte an der Universität von Neapel und erwarb dort 1816 den Grad eines Doctor iuris utriusque, am 1. Februar 1820 zudem einen Doktorgrad in Theologie.
Die Tonsur empfing er durch seinen Großonkel Giacomo Fransoni und die Niederen Weihen durch Domenico Jorio, Titularbischof von Samaria. Zum Subdiakon weihte ihn Capecce Minutolo CO, Bischof von Mileto. Filippo Giudice Caracciolo ging 1807 nach Rom zur Kanonisierung von Francesco Caracciolo, den Mitbegründer der Minderen Regularkleriker. Nach seiner Rückkehr empfing er in Neapel durch Bernardo della Torre, Bischof von Lettere, die Diakonenweihe. Derselbe spendete ihm am 18. März 1809 in Neapel die Priesterweihe. Er wirkte als Seelsorger in verschiedenen Häusern der Kongregation. Auch während einer Pestepidemie in Neapel arbeitete er ohne Rücksicht auf seine eigene Gesundheit.
Papst Pius VII. ernannte ihn am 21. Februar 1820 zum Bischof von Molfetta. Die Bischofsweihe spendete ihm am 27. Februar 1820 in der Kirche San Pietro in Vincoli in Rom Kardinal Lorenzo Litta, Kardinalbischof von Sabina, Mitkonsekratoren waren Erzbischof Candido Maria Frattini, Vizegerent von Rom, und Michele Belli, Sekretär der Kongregation für die Apostolische Visitation. Am 18. Juni 1824 wurde Filippo Giudice Caracciolo zum Päpstlichen Thronassistenten ernannt. Er wurde am 15. April 1833 zum Erzbischof von Neapel erhoben, worüber die molfettesi (Einwohner von Molfetta) erzürnt gewesen sein sollen. Caracciolo, der nicht wusste, wie er mit dieser Unruhe umgehen sollte, verließ heimlich die Stadt.
Papst Gregor XVI. erhob ihn im Konsistorium vom 29. Juli 1833 zum Kardinal. Den roten Hut und die Titelkirche Sant’Agnese fuori le mura empfing Filippo Giudice Caracciolo am 30. September 1833.